# Лиссинген (замок)
Лиссинген (нем. Burg Lissingen) —  хорошо сохранившийся средневековый замок XIII века. Расположен недалеко от Герольштайна, в районе Вулканайфель, в земле Рейнланд-Пфальц, Германия. Комплекс с 1559 года состоит из двух частей: из так называемого Нижнего замка и Верхнего замка. В настоящее время каждый из них имеет собственного владельца. Подобно замкам Эльц и Бюрресхайм, Лиссинген является одной из немногих крепостей региона Айфелm, которые никогда не разрушались. Замок Лиссинген является охраняемым памятником культурны в соответствии с Гаагской конвенцией о защите культурных ценностей. По своему типу относился к замкам еа воде, но к XX веку рвы оказались засыпаны.

## История

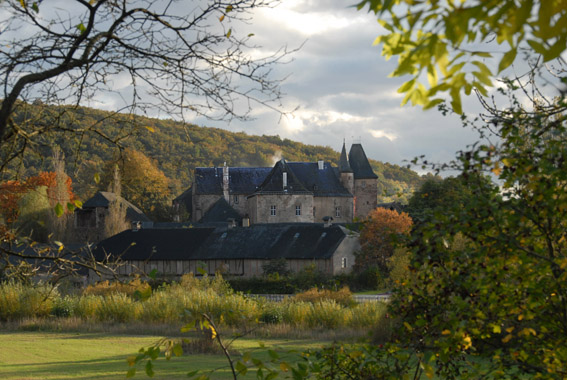
Вид замка с северной стороны

### Ранний период
Лиссинген и соседний населённый пункт Сарресдорф, вероятно, возникли из древнеримских поселений или лагерей. Об этом говорят не только археологические находки, обнаруженные в ходе раскопок (проводились во дворе Нижнего замка перед Первой мировой войной), но и близость к бывшей римской почтовой станции Аусава (ныне Оос), построенной на римской дороге между Триром и Кёльном.
После масштабных германских завоеваний V веке бывшие римские поселения вошли в состав владений франкских королей. Вскоре эти земли стали ядром будущих доменов таких могущественных династий как Меровинги и Каролинги. В каролингский период в VIII и IX веках два поселения региона, — Лиссинген и Сарресдорф, — принадлежали аббатству Прюм и его подворью в Бюдесхайме.
На территории замка остатки самого старого из каменных сооружений, относящиеся к тому периоду времени, можно увидеть в подвале Нижнего замка.
После начала вторжений викингов в IX веке для успешной обороны владений аббатство Прюм на этом месте были построены защитные башни, а впоследствии полноценный замок с кольцевой стеной и внешними рвами. В последующие десятилетия комплекс регулярно расширялся и дополнялся новыми фортификационными сооружениями. Сначался появился бергфрид (главная башня). Около 1280 года завершено строительство второй жилой башни рядом с первой. Около 1400 возведена третья башня.

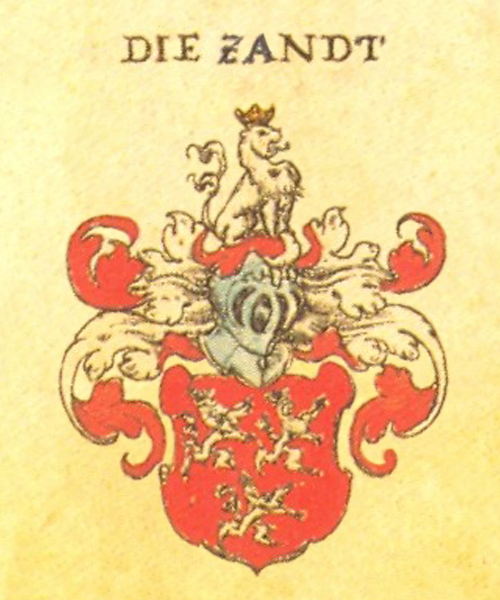
Родовой герб семьи Зандт фон Мерль (дворянский род)

### XIII–XVII века
В документе 1212 года Лиссинген впервые упоминается как собственность дворянского рода фон Лицинген (von Liezingen). При этом рыцари являлись вассалами аббатства Прюм.
Еще в 1514 году настоятель аббатства Прюм передал Герлаху Зандту фон Мерлю замок Лиссингена м прилегающие земли. А в 1559 году замковый комплекс был разделен на две части: Нижний и Верхний замок.
Во время Тридцатилетней войны (1618–1648) Лиссинген остался одной из немногих крепостей, которую миновали осады, штурмы и разрушения. В 1661-1663 годах Фердинанд фон Зандт фон Мерль почти полностью перестроил Нижний замок. Три мощные средневековые жилые башни стали частью внушительной дворянской резиденции. При этом внешне сооружение сохранило вид классического замка. Фасады Нижнего замка после реконструкции обрели черты ренессансной резиденции. 
Рядом с главной резиденцией появилась небольшая домовая капелла. Позже она упоминалась (в 1711 и 1745 годах) как ораторий семьи фон Зандт фон Марль и приближённых . Капелла оказалась заброшена в начале XX века.

### XVIII век
В 1762 году Йозеф Франц фон Зандт цу Мерль согласился включть принадлежащее ему имение и замок Лиссинген в состав курфюршества Трир. За это он получил должность Прокуратора (управляющего) Прюмского аббатства. Несколько лет спустя, в 1780 году, этот дворянин — уже как человек, имеющий титул имперского рыцаря, — добился титула барона. При этом Лиссинген и окружающие его земли получили некоторую автономию. 
За XVIII век замковый комплекс был в очередной раз расширен и реконструирован. Но основные перемены коснулись не главной резиденции, а окружающих её хозяйственных построек. В частности был значительно увеличен амбар для хранения зерна, конюшни и другие здания.
После начала Великой Французской революции земли на левом берегу Рейна были захвачены французскими войсками. В числе прочих владений в оккупации с 1794 года оказалось и баронство Лиссинген. На протяжении последующих лет эта территория перешла под управление французских наместников. Но к счастью сам замок во время боевых действий не пострадал.

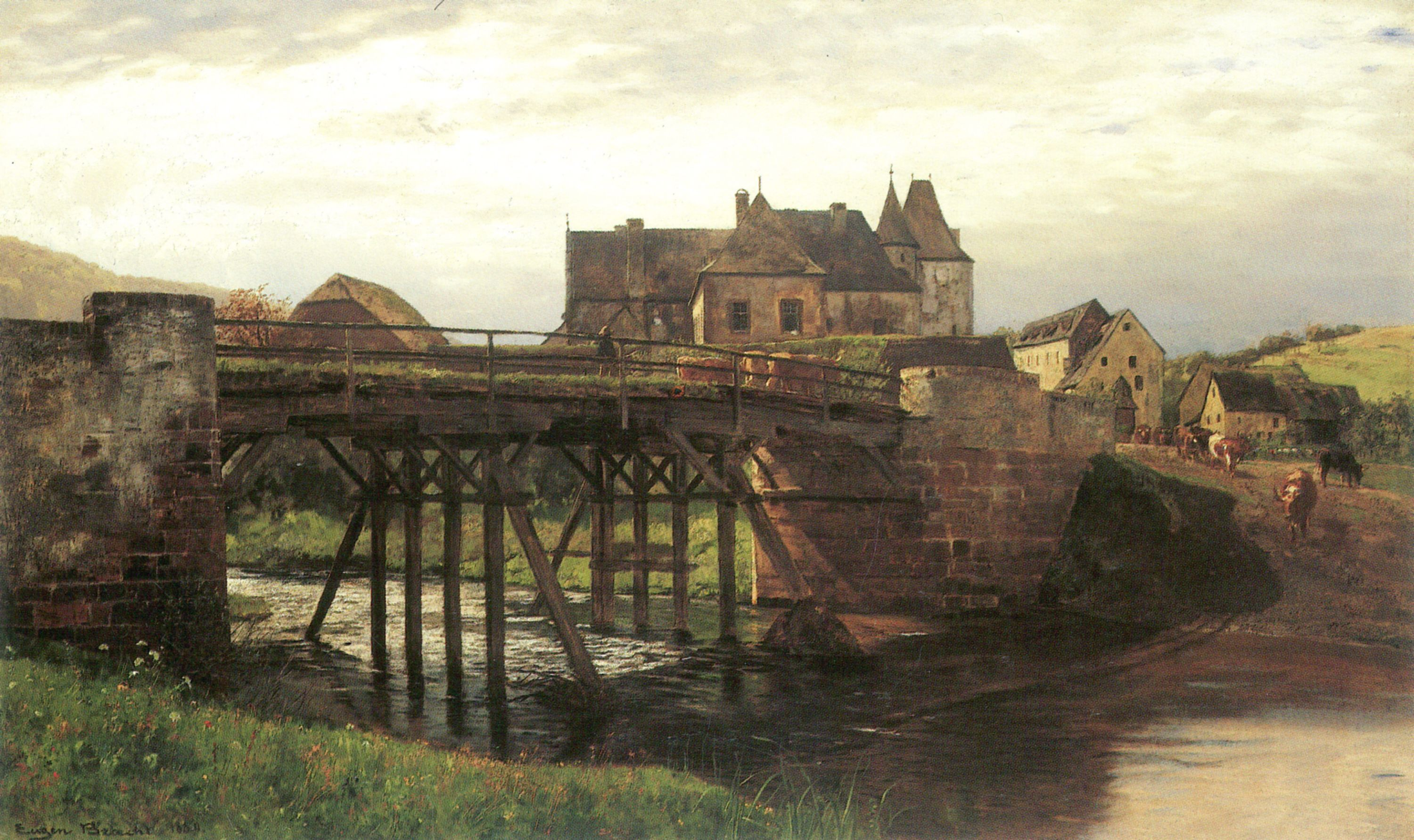
Замок Лиссинген около 1880 кода. Картина Ойгена Брахта

### XIX век
Ещё в 1815 году после окончания Наполеоновский войн и завершения Венского конгресса область Айфель была включена в состав Прусского королевства. 
Барон Зандт фон Мерл цу Лиссинген оказался последним представителем дворянского семьи. Он был бездетен и после его смерти в 1823 году род пресёкся. В результате вся собственность перешли во владение его родственников — семьи Зандт фон Мерл цу Вайскирхен (их родовые владения находились современном Сааре). В последующие десятилетия обе части замка несколько раз переходили из рук в руки. Причём ни разу комплекс не оказался во владении одной и той же семьи.

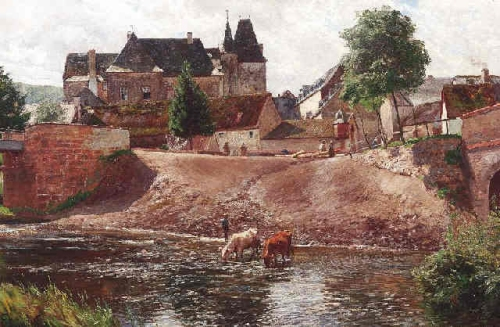
Замок на картине Фрица фон Вилле

### XX век
В 1913 году замок наконец-то обрёл единого собственника. Новый владелец решил потратить все силы на создание передового сельского хозяйства и с энтузиазмом принялся за возведение крупной современной фермы. После окончания Первой мировой войны инвестиции в ферму стали приносить свои плоды. Производство сельскохозяйственной продукции приносило стабильную прибыль. 
Ещё в 1906 году рядом с замком была построена небольшая электростанция. Позднее её модернизировали. В итоге в 1920-е годы были электрифицированы и сам замок, и около 50 домов в деревне Лиссинген, а также близлежащая железнодорожная станция. В 1936 году электростанция была передана в ведение энергетической компании Rheinisch-Westfälisches Elektrizitätswerk (RWE).
В 1932 году поместье приобрёл владелец кёльнской пивоварни Greven. Правда, разразившийся мировой экономический кризис еда не разорил предпринимателя. Тем не менее в 1930-е годы по его инициативе были возведены новые большие сельскохозяйственные постройки к югу от замка. В 1936 году возвели новый большой коровник с доильным залом, молочной кухней, холодильной камерой и одним из первых в Айфеле заводов по розливу молока в бутылки.
Во время Второй мировой войны замок служил местом размещения различных частей вермахта. Кроме того здесь дислоцировался командный пункт Генерального штаба Германии. Ближе к концу войны замок Лиссинген превратили во временную тюрьму для высокопоставленных военнослужащих.
После 1945 года представители семьи Гревен вернули себе контроль над поместьем и замком. Они решили сосредоточиться на молочном животноводства. До 1977 года Нижним замком управлял арендатор, который также занимался сельскохозяйственным бизнесом. Однако в 1970-е годы ферма перестала приносить прибыль. Здания замкового комплекса серьёзно обветшали и требовали ремонта. Особенно критичной ситуация была с состоянием Нижнего замка. Большинство построек пришли в запустение и постепенно разрушались. Только обе части замка были проданы новым частным владельцев, начались восстановительные работы.
В 1987 году Нижний замок приобрёл патентный поверенный Карл Громмес из Кобленца. Он провёл масштабные ремонтные и реставрационные работы. Новый собственник потратил значительные средства на закупку старинной мебели, картин и предметов быта, чтобы внутренние помещения соответствовали прежним эпохам. Карл Громмес хотел с максимальной достоверностью воссоздать дворянскую резиденцию, чтобы гости могли окунуться в атмосферу прежних веков и почувствовать себя членами баронской семьи. Весь комплекс получил название «Музей под открытым небом Лиссинген». 

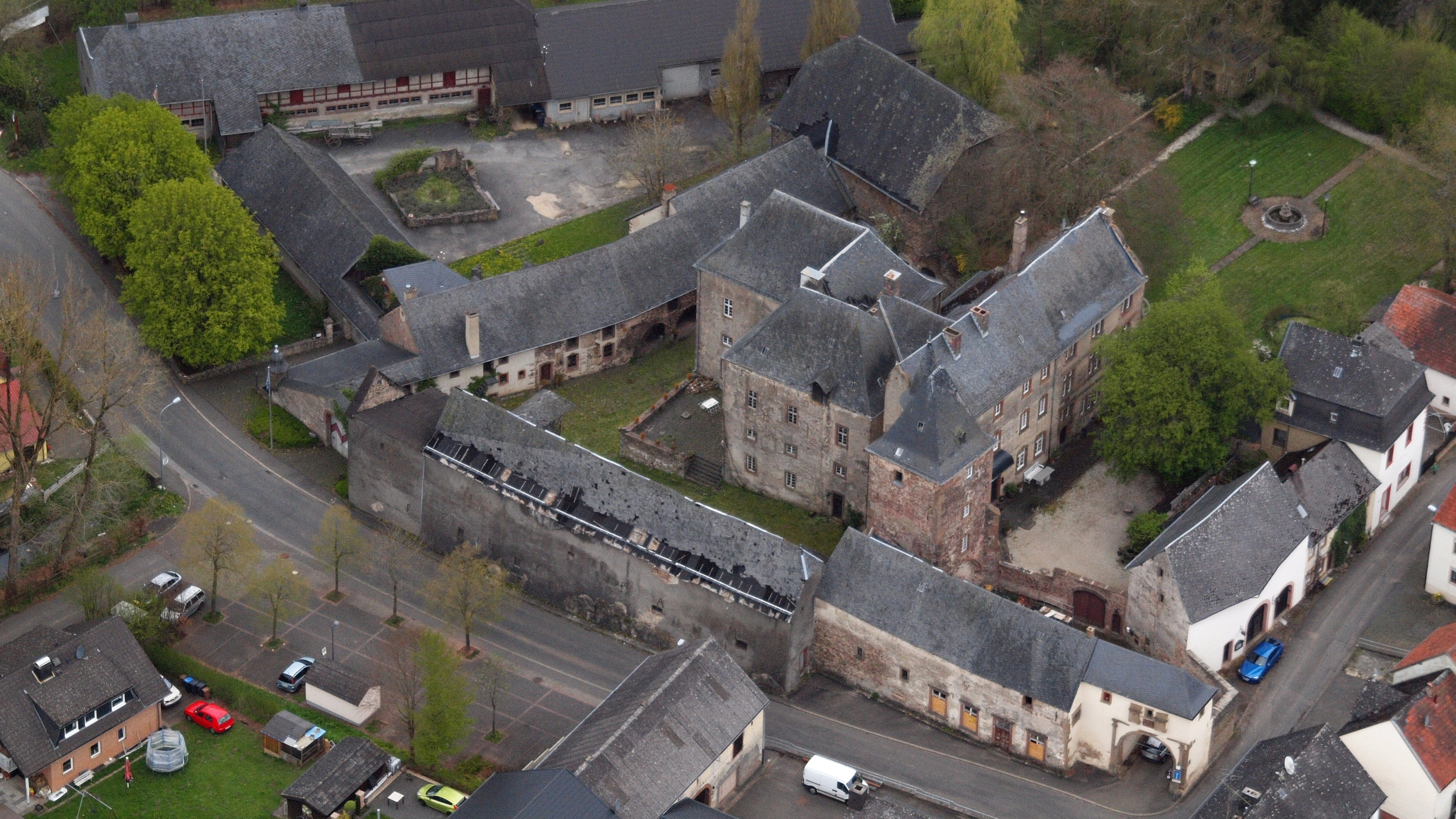
Вид замка с высоты птичьего полёта

### XXI век
В 2015 года у Нижнего замка сменился собственник. Им стал известный немецкий историк Гюнтер Липперсон из Линца-на-Рейне. Он продолжил реставрацию комплекса. Были заменены балки перекрытий, полностью отремонтирована крыша, фронтонные стены были укреплены анкерами, а стыки кладки усилены специальным раствором. 
К сожалению в июле 2021 года часть интерьеров и экспонатов в помещении с коллекцией карет и повозок сильно пострадали во время сильного наводнения, каогде воды реки Килл вышли из берегов.
Верхний замок в 2000 году был приобретён супругами Кристиной и Кристианом Энгельс. С той поры он является жилой резиденцией этой семьи. Некоторые помещения сдаются в аренду как жилые апартаменты. По предварительной записи возможно посещение Верхнего замка с экскурсией.

## Современное использование
Живописный двор Нижнего замка, главное здание с подвальными помещениями, кухней и жилыми комнатами, а также старинный амбар и другие хозяйственные постройки открыты для посещения. Около замка имеется открытая площадка со многими предметами, инструментами и механизмами прошлых веков, которые ранее использовались в фермерском хозяйстве. Отдельно устроены несколько постоянных экспозиций. В частности, имеется целая коллекция старинных карет, экипажей и саней. Кроме того, в замке нашла пристанище выставка «Essens-Zeiten». В летнее время в замке проводятся экскурсии.
Нижний замок по договорённость с собственником можно использовать для проведения презентаций, юбилеев, семинаров или торжеств. Для этих целей внутри были оборудованы пекарня с исторической каменной печью и ресторан, а также предусмотрено помещение для филиала местного ЗАГСа. В Нижнем замке проходят и культурно-массовые мероприятия, посвящённые истории региона.
В 2016 году на территории обоих замков впервые прошла рождественская ярмарка.

## Галерея

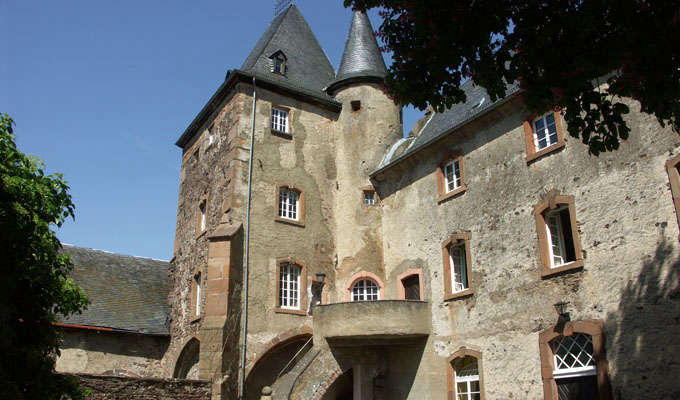
Вид верхнего замка
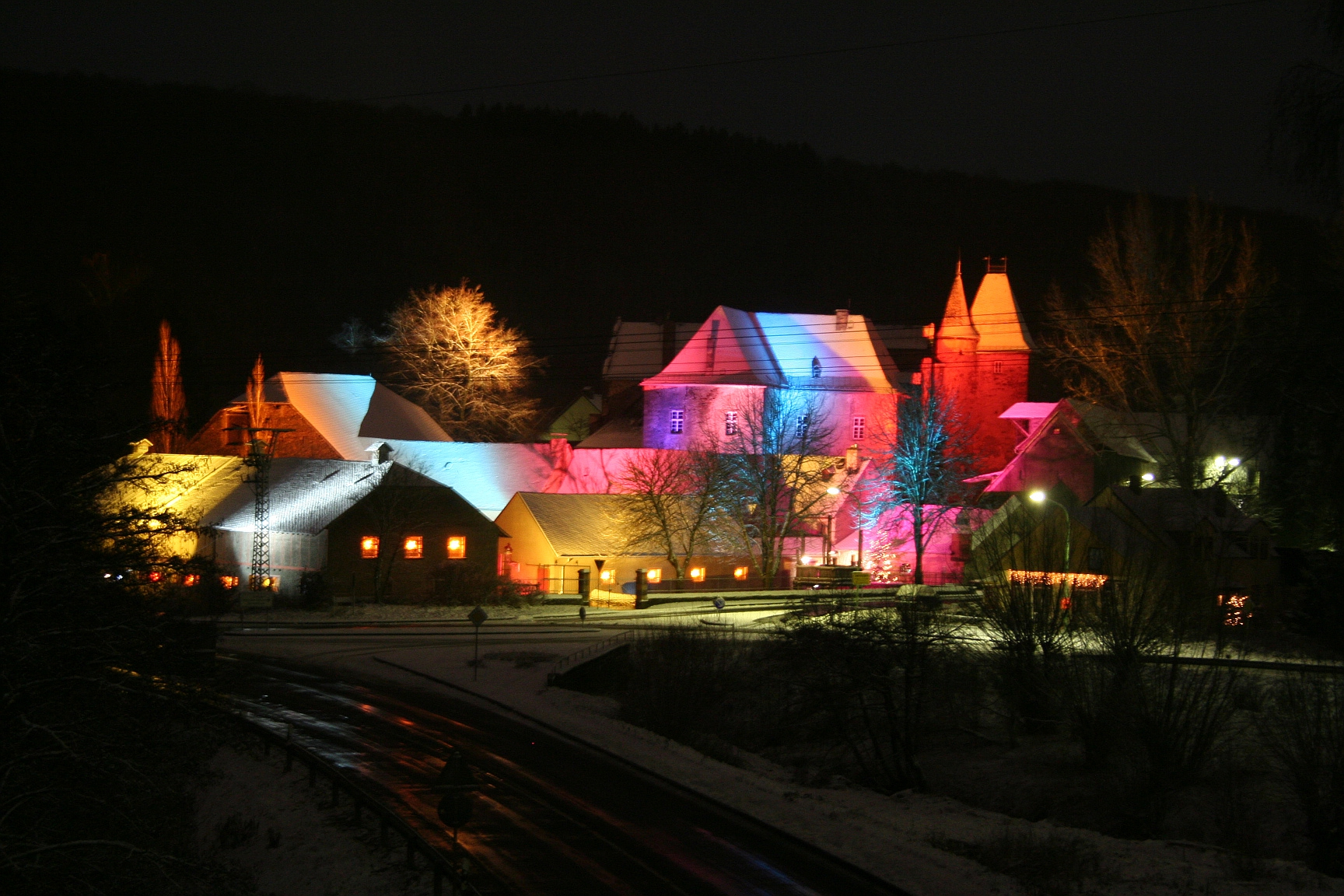
Ночная подсветка замкового комплекса
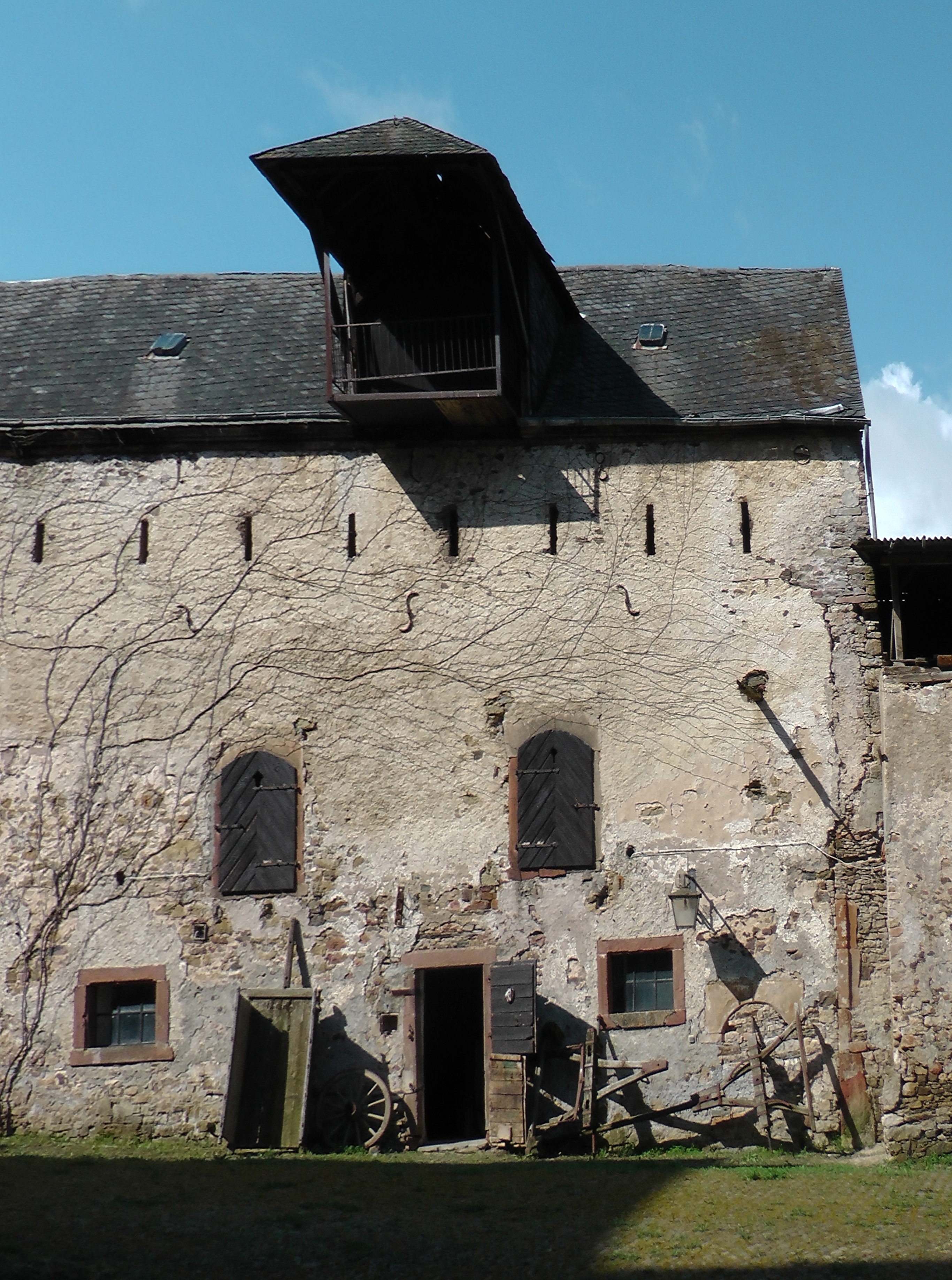
Хозяйственные постройки около замка
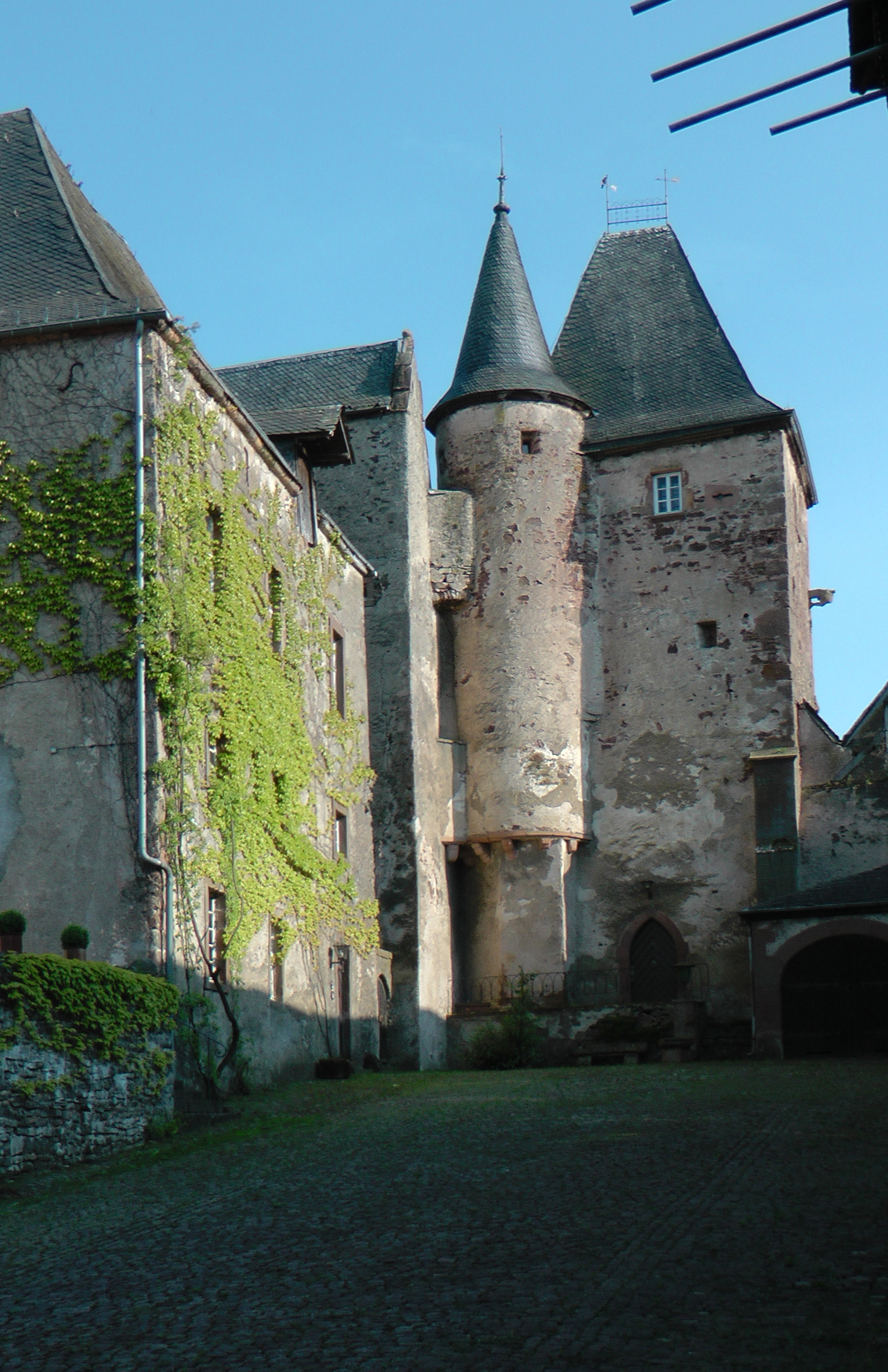
Башни и двор Верхнего замка
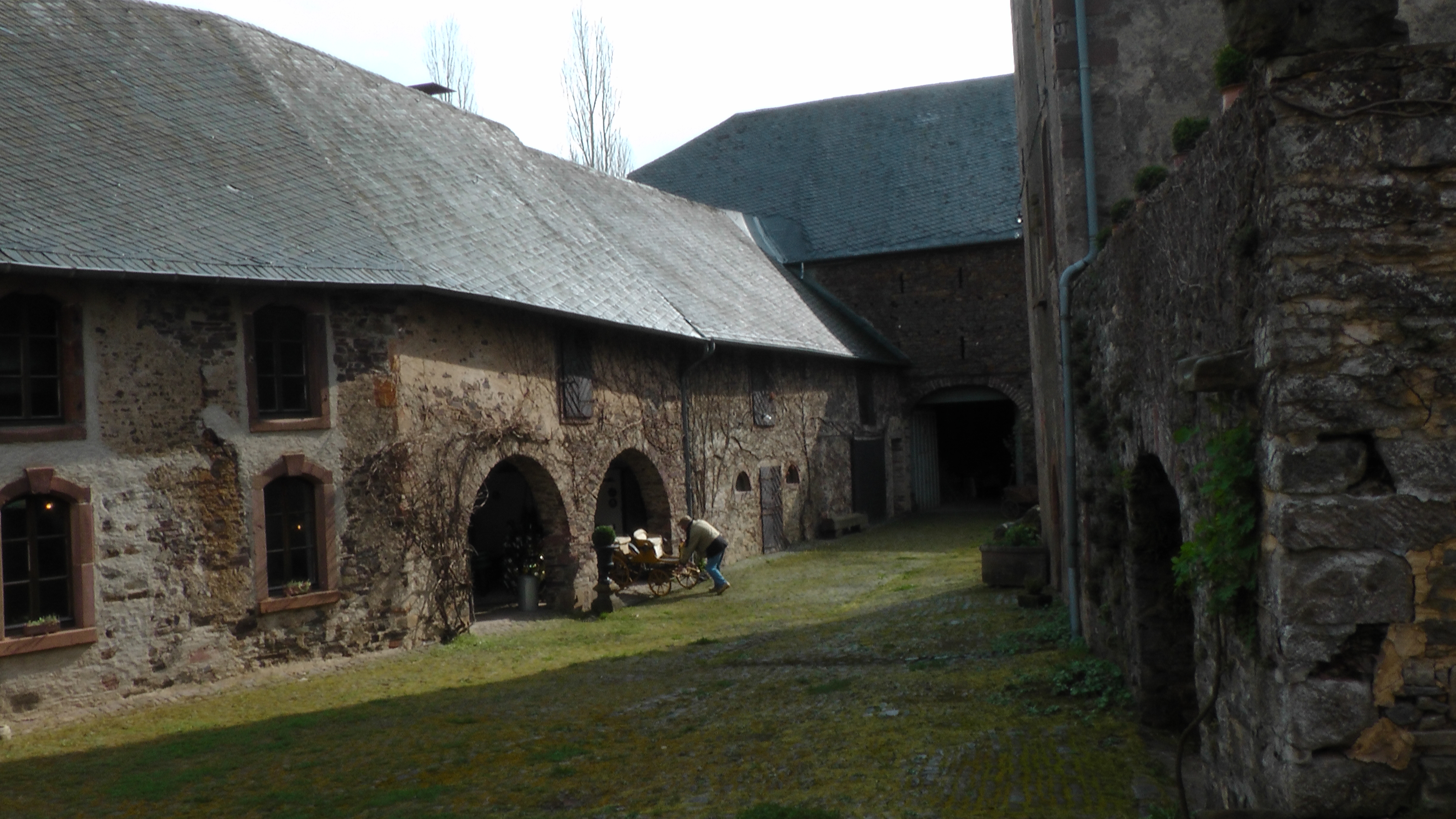
Двор Нижнего замка